# Ludwig von Estorff

Ludwig von Estorff in der Uniform der Schutztruppe, ca. 1905

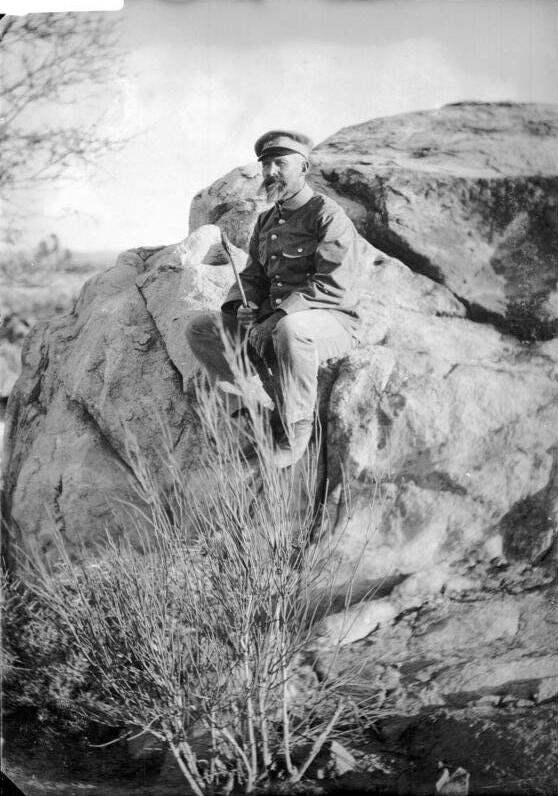
Ludwig von Estorff in Deutsch-Südwestafrika, 1906

Ludwig Gustav Adolf von Estorff (* 24. Dezember 1859 in Hannover; † 5. Oktober 1943 in Uelzen) war ein deutscher General der Infanterie sowie von 1907 bis 1911 Kommandeur der Schutztruppe in Deutsch-Südwestafrika und Divisionskommandeur im Ersten Weltkrieg.

## Leben
Ludwig entstammte dem alten Adelsgeschlecht Estorff und war das zweite Kind des späteren Generalmajors Eggert Ludwig von Estorff (1831–1903) und dessen Ehefrau Julie Bernhardine, geborene von Witzendorff (1836–1902). Ludwig hatte mehrere Geschwister und blieb ledig.
Estorff besuchte die Selekta des Kadettenhauses in Berlin und begann Anfang 1878 seine Offizierslaufbahn im 1. Thüringischen Infanterie-Regiment Nr. 31 der Preußischen Armee. Dort erfolgte am 13. Dezember 1887 seine Beförderung zum Premierleutnant. Ab 1. Oktober wurde er zur Kriegsakademie kommandiert. Dort verblieb er bis zu seiner Versetzung in den Großen Generalstab am 29. März 1892. Gleichzeitig übernahm er am 14. September 1893 als Hauptmann (seit 14. September) und Chef eine Kompanie in seinem Stammregiment, ehe er am 17. Oktober desselben Jahres von seinem Kommando im Großen Generalstab entbunden wurde.

### Deutsch-Südwestafrika
Am 31. Mai 1894 erfolgte seine Versetzung zur Schutztruppe von Deutsch-Südwestafrika. Dort wurde er ab 4. Juni 1894 bis 9. Juli 1899 als Kompaniechef eingesetzt. Nach seiner Rückkehr nach Deutschland kam er ab 13. September 1899 zunächst wieder in den Großen Generalstab, wurde dort am 27. Januar 1900 zum Major befördert und am 18. April desselben Jahres zum Oberkommando der Schutztruppen versetzt. Von dort kam er am 9. Juni 1900 zunächst zur Schutztruppe nach Deutsch-Ostafrika und am 12. März 1901 nach Deutsch-Südwestafrika. Man beauftragte ihn am 6. Februar 1902 mit der Stellvertretung des Kommandeurs der dortigen Schutztruppe.
Am 25. Juni 1904 erfolgte seine Ernennung zum Bataillons-Kommandeur im 1. Feld-Regiment. Als solcher nahm er im August 1904 an der Schlacht am Waterberg teil. Im Krieg gegen die Herero führte Estorff eine der drei Hauptabteilungen der Schutztruppe, die Westabteilung, zu der die 2. und 4. Feldkompanie, eine Kompanie des Seebataillons sowie einige Geschütze verschiedenen Kalibers gehörten. Ihr Ziel war die Befriedung des Distrikts Omaruru. Er wurde von Lothar von Trotha angewiesen, den flüchtenden Herero in der fast wasserlosen Omaheke-Wüste nachzusetzen und sie „immer wieder von event. dort gefundenen Wasserstellen zu verjagen“ – eine Praxis, die viele Tausende Herero das Leben kostete. Estorff berichtete später von diesem Einsatz: 
„Die Herero flohen nun weiter vor uns in das Sandfeld. Immer wiederholte sich das schreckliche Schauspiel. Mit fieberhafter Eile hatten die Männer daran gearbeitet, Brunnen zu erschliessen, aber das Wasser ward immer spärlicher, die Wasserstellen seltener. Sie flohen von einer zur andern und verloren fast alles Vieh und sehr viele Menschen. Das Volk schrumpfte auf spärliche Reste zusammen ...“
Dieser Taktik rühmte sich noch 1907 der Generalstab in seinem Bericht: 
„... wie ein halb zu Tode gehetztes Wild war er von Wasserstelle zu Wasserstelle gescheucht, bis er schließlich willenlos ein Opfer der Natur des eigenen Landes wurde. Die wasserlose Omaheke sollte vollenden, was die deutschen Waffen begonnen hatten: Die Vernichtung des Hererovolkes.“
Am 4. Januar 1906 wurde er Kommandeur des 2. Feld-Regiments und am 10. April desselben Jahres zum Oberstleutnant befördert. Ein Jahr später erfolgte am 1. April 1907 seine Ernennung zum Kommandeur der Schutztruppe von Deutsch-Südwestafrika. Gleichzeitig wurde er Mitglied einer Kommission, die im Reichskolonialamt die bei der Entsendung von Verstärkungen für die Schutztruppe gesammelten Erfahrungen beraten sollten. Estorff wurde am 20. April 1909 zum Oberst befördert und Anfang 1911 wieder nach Deutschland zurückbeordert.
Hier übernahm er am 20. März 1911 als Kommandeur zunächst das Braunschweigische Infanterie-Regiment Nr. 92 und am 1. Oktober 1912 unter gleichzeitiger Beförderung zum Generalmajor die 68. Infanterie-Brigade in Metz.

### Erster Weltkrieg
Mit seiner Brigade war er bei Ausbruch des Ersten Weltkriegs an der Westfront im Einsatz und wurde dort am 1. September schwer verwundet. Nach Lazarettaufenthalt und Genesung übernahm er am 11. Mai 1915 als Kommandeur die 103. Infanterie-Division. Seine Truppen beteiligten sich im Herbst 1915 im Verband des X. Reserve-Korps am Feldzug gegen Serbien und wurden im Mai 1916 auch in der Schlacht um Verdun eingesetzt. Am 6. Juni 1916 erfolgte seine Beförderung zum Generalleutnant und am 7. November 1916 wurde er mit dem Kommando über die 42. Infanterie-Division betraut. Estorff erhielt am 6. September 1917 für seine militärischen Verdienste den Orden Pour le Mérite verliehen.
Im Rahmen der Operation Albion, der Besetzung der baltischen Inseln Ösel, Dagö und Moon, nahm er mit seinem Verband an den Kampfhandlungen teil. Im März 1918 übernahm er von Günther von Pappritz die Führung des Generalkommandos z. b. V. Nr. 60. Seit 17. Dezember 1918 war er stellvertretender Befehlshaber der 8. Armee und der deutschen Truppen im Baltikum.

### Nachkriegszeit
Am 5. Februar 1919 wurde er zum Gouverneur von Königsberg ernannt und kurz darauf am 25. Februar 1919 mit der Führung des I. Armee-Korps beauftragt. Ab 1. Oktober 1919 folgte seine Übernahme in die Vorläufige Reichswehr und hier übernahm er die Führung über das Gruppenkommando 3 sowie zeitgleich das Wehrkreis-Kommando I und als Kommandeur die Reichswehr-Brigade 1.
Während des Kapp-Putsches erklärte sich Estorff gemeinsam mit seinem Stab am 13. März 1920 für die Regierung Kapp. Am 8. April 1920 wurde er zur Disposition gestellt. Eine weitere Verwendung fand nicht mehr statt. Am 27. August 1939 erhielt Estorff den Charakter als General der Infanterie verliehen und eine Kaserne auf dem Stiftberg in Herford wurde nach ihm benannt.
Ludwig von Estorff war Vorsitzender des Sippenverbandes der von Estorff und Mitglied der Landesabteilung Hannover-Oldenburg-Braunschweig-Bremen der Deutschen Adelsgenossenschaft.

## Film
- In Egon Günthers Fernsehfilm Morenga wurde von Estorff von Harry Riebauer dargestellt.

## Schriften
- Christoph-Friedrich Kutscher (Hrsg.): Wanderungen und Kämpfe in Südwestafrika, Ostafrika und Südafrika 1894–1910. In: Unveröffentlichte Dokumente zur Kolonialgeschichte Afrikas. Verlag Meinert, Windhoek 1968. ISBN 0-620-03929-9. Inhalt